# Acanthus guineensis
Acanthus guineensis är en akantusväxtart som beskrevs av Hermann Heino Heine och P. Taylor. Acanthus guineensis ingår i släktet akantusar, och familjen akantusväxter. Inga underarter finns listade i Catalogue of Life.